# Caeruleuptychia twalela
Espèce
Caeruleuptychia twalela est une espèce de papillons de la famille des Nymphalidae et de la sous-famille des Satyrinae et du genre Caeruleuptychia.

## Dénomination
Caeruleuptychia twalela a été décrit par Christian Brévignon en 2005.

## Description
Caeruleuptychia twalela est un papillon au dessus de couleur marron.
Le revers est marron suffusé de bleu et orné d'une ligne d'ocelles, quatre aux ailes antérieures, six aux ailes postérieures dont celui de l'apex des antérieures et les deux plus proche de l'angle anal sont doublement pupillés de bleu.

## Biologie
En Guyane il a été inventorié en juillet, septembre, octobre et janvier.

## Écologie et distribution
Caeruleuptychia twalela n'est présent qu'en Guyane.

### Biotope
Neuropsychiatre twalela réside en zone de chablis et en lisière des chemins de la forêt primaire.

### Protection
Pas de statut de protection particulier